# Jan Josef Dusík
Jan Josef Dusík   (Mlázovice, 16 d'agost de 1738 - Čáslav, 24 de juny de 1818), conegut també amb la forma alemanya del seu nom, Johann Joseph Dussek, fou un organista i compositor txec.
Fill d'un constructor de carros, als disset anys entrà a l'escola del seu oncle Jan Wlachs, i s'aplicà tant en els estudis, que en pocs anys estava en condicions d'ajudar al seu oncle com a professor.
Passà a Langenau com a instructor primari agregat (1755-1758), on estudià harmonia, i després, a Chunecz com a professor de música a l'escola pública; aleshores es donà a conèixer com a organista, i va assolir gran reputació. El 1759 fou nomenat organista i professor de música a Czaslau, on s'establí fins a la seva mort. El 1760 es va casar amb Veronika Dusíková (nascuda Štěbetová), filla del jutge de la població.
Estudià les obres dels grans compositors, que prengué com a models, deixà manuscrites diverses obres, entre elles una missa pastoral, dues lletanies, una salve, dues sonates per a piano i dues tocates per a orgue.
Fou el pare del també compositor Jan Ladislav Dussek.